# Operazione Looking Glass

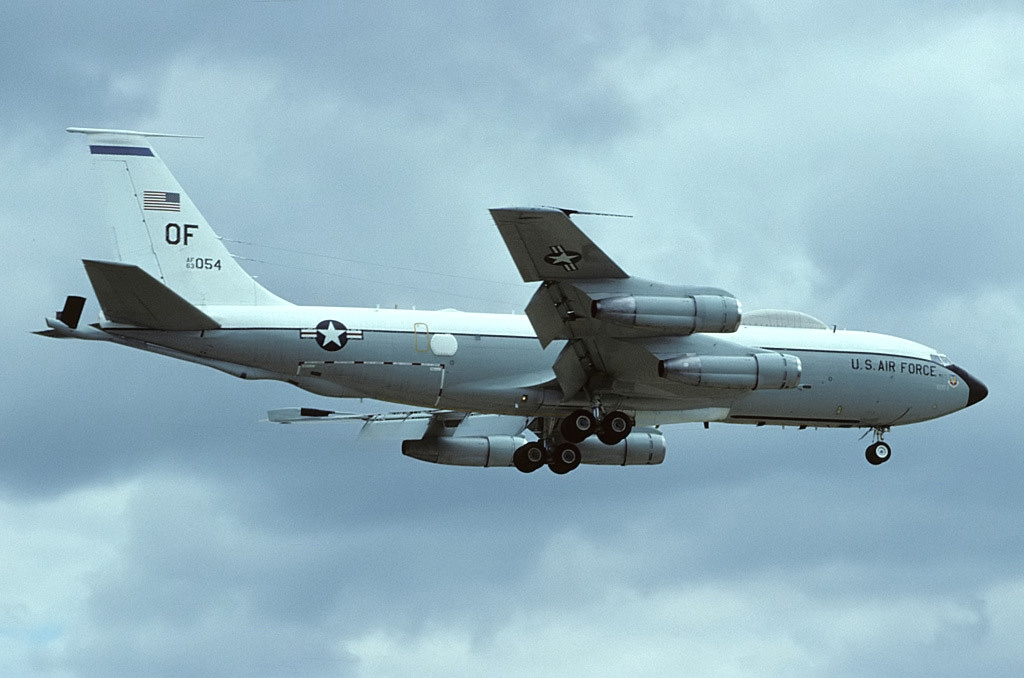
Boeing EC-135C Looking Glass

Looking Glass (o Operation Looking Glass) è il nome in codice storico di un centro di comando e controllo aviotrasportato utilizzato dagli Stati Uniti. Negli anni più recenti è stata chiamata più formalmente ABNCP (Airborne National Command Post). Garantisce il comando e controllo delle armi nucleari USA qualora i centri di comando terrestri siano stati distrutti o resi comunque inservibili. In tale caso, il generale a bordo di Looking Glass funge da Airborne Emergency Action Officer (AEAO) e per legge assume il ruolo di National Command Authority, potendo ordinare l'esecuzione di attacchi nucleari. L'AEAO è assistito da uno stato maggiore di circa 20 persone, ed un'altra dozzina sono preposte alla gestione dei sistemi dell'aereo. La denominazione Looking Glass, sinonimo inglese di "specchio", è stata scelta dall'Airborne Command Post poiché la missione agisce in parallelo con il comando sotterraneo di Offutt Air Force Base.

## Storia
Il nome in codice "Looking Glass" deriva dalla capacità dell'aereo di "rispecchiare" le funzioni di comando e controllo del posto sotterraneo del quartier generale Strategic Air Command (SAC) dell'United States Air Force di Offutt AFB (Nebraska).

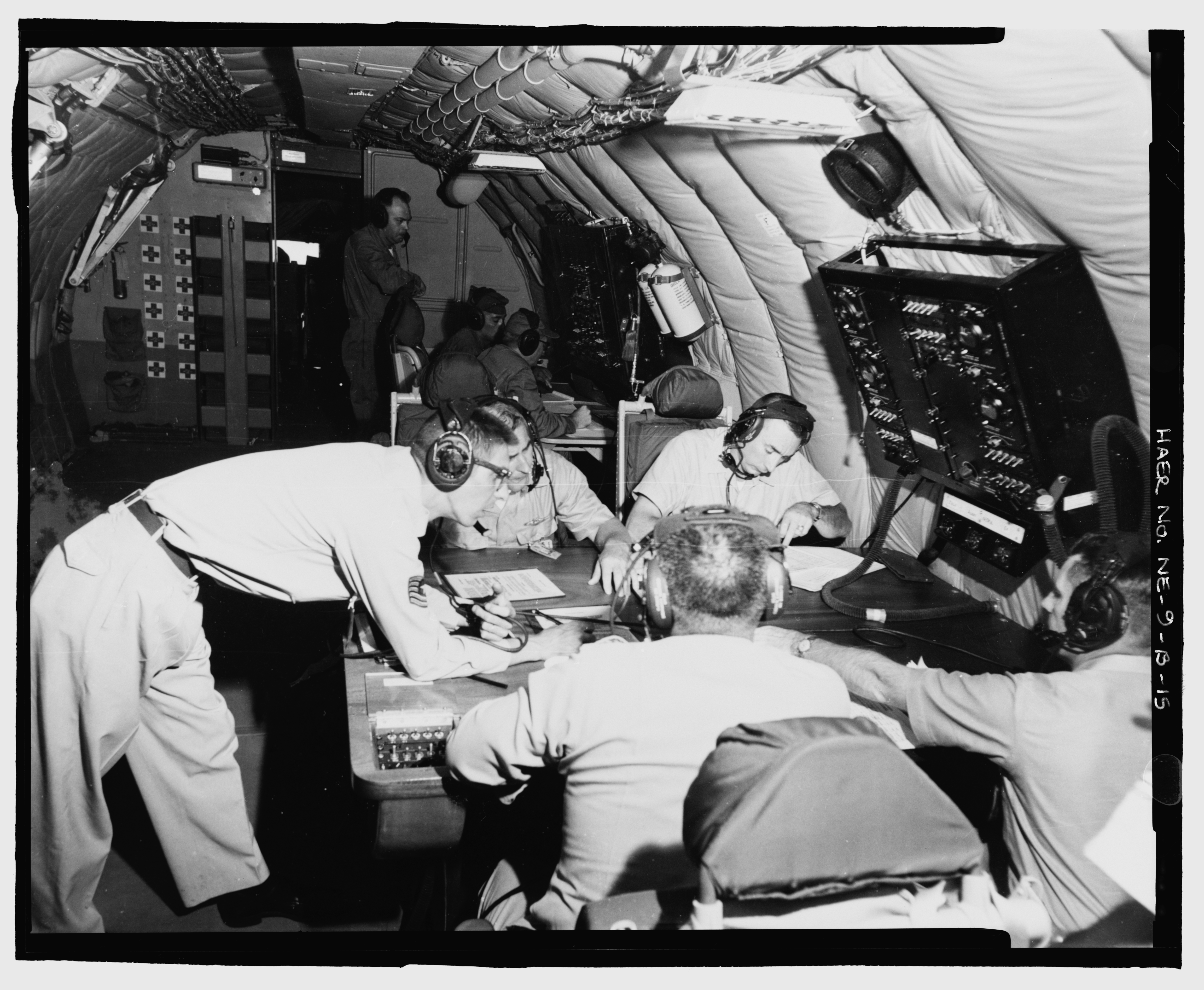
Stato maggiore di uno dei primi Looking Glass

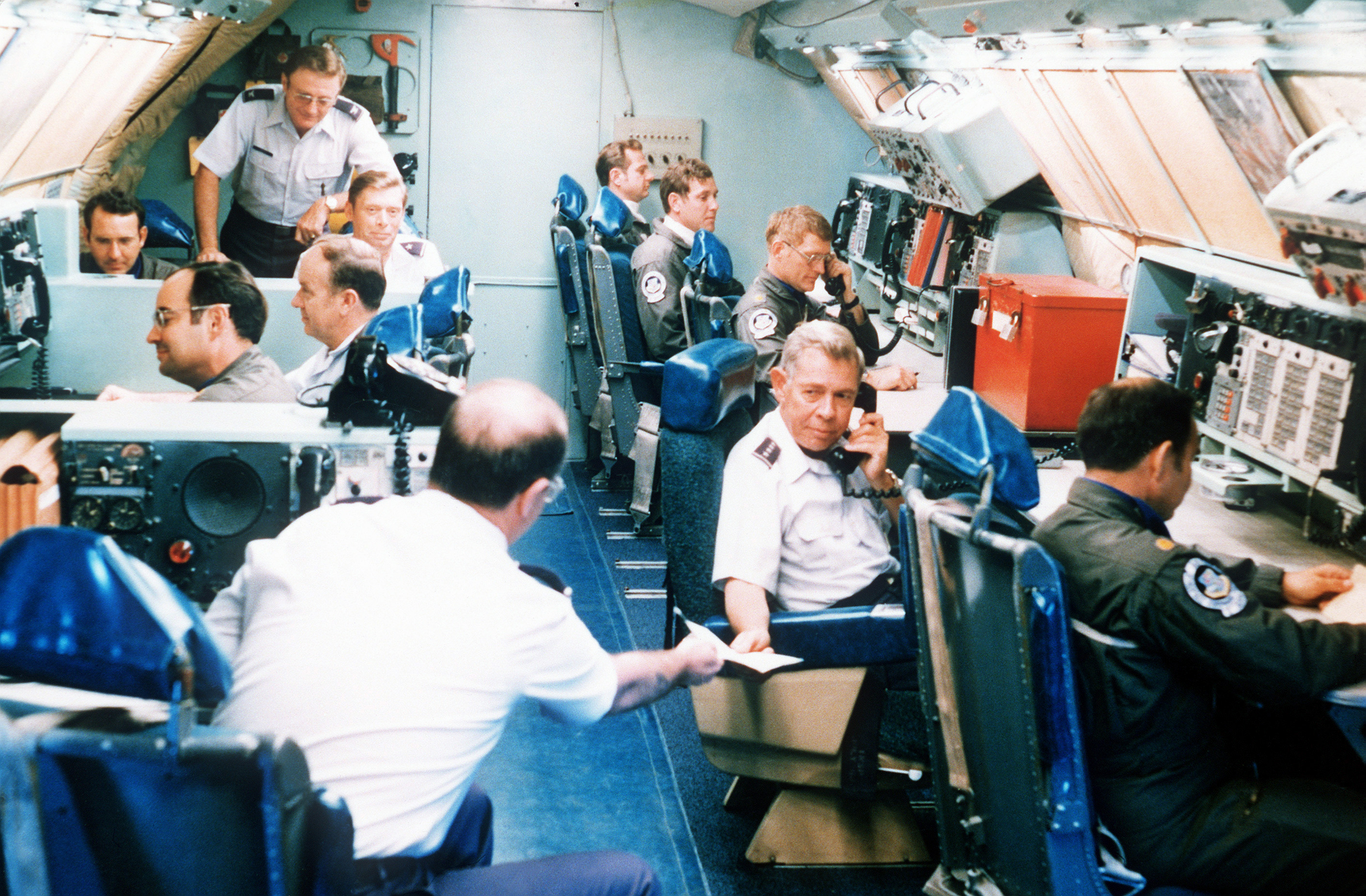
Il generale Richard Ellis, comandante in capo SAC, nel locale dello stato maggiore, 1979

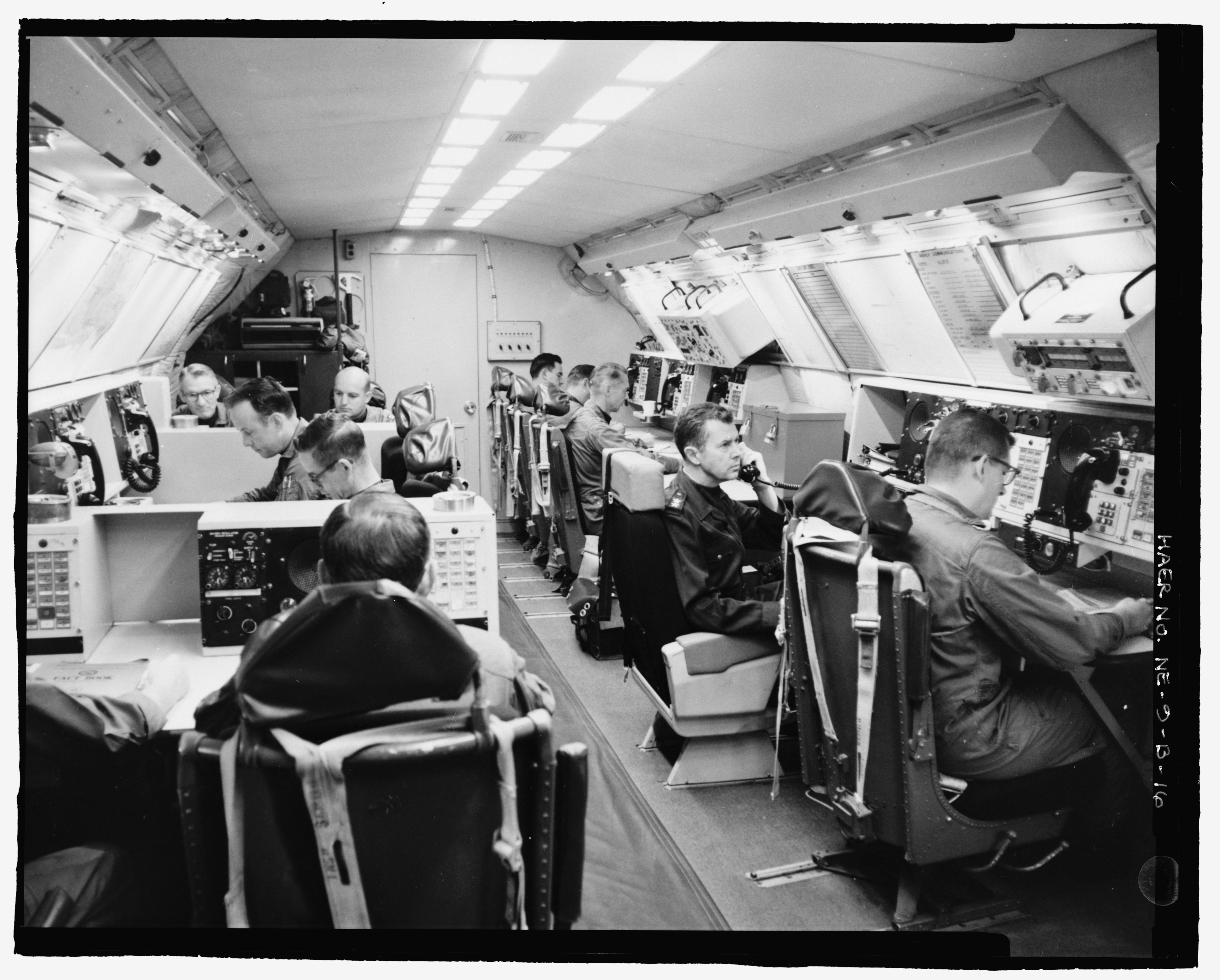
Stato maggiore Looking Glass

Il SAC Airborne Command Post o "Looking Glass" fu costituito nel 1961, e gestito dal 34th Air Refueling Squadron presso Offutt AFB. La missione fu trasferita al 38th Strategic Reconnaissance Squadron nell'agosto 1966, al 2nd Airborne Command and Control Squadron nell'aprile 1970, al 7th Airborne Command and Control Squadron nel luglio 1994, e allo Strategic Communications Wing One di USSTRATCOM nell'ottobre 1998.
Lo Strategic Air Command iniziò la missione Looking Glass il 3 febbraio 1961, utilizzando cinque KC-135A specificamente modificati del 34th Air Refueling Squadron con base ad Offutt AFB, appoggiati da aerei appartenenti a Second Air Force / 913th Air Refueling Squadron di Barksdale AFB, Louisiana, Eighth Air Force / 99th Air Refueling Squadron di Westover AFB, Massachusetts, e Fifteenth Air Force / 22d Air Refueling Squadron, March AFB, California.
Gli aerei EC-135 Looking Glass furono in volo 24 ore al giorno per oltre 29 anni, fino al 24 luglio 1990, quando "The Glass" cessò l'allerta in volo permanente, ma passò all'allerta 24 ore al giorno a terra o in volo.
Looking Glass replica il centro terrestre di comando, controllo e comunicazioni (C3 o C³) situato nello USSTRATCOM Global Operations Center (GOC) di  Offutt AFB. I velivoli EC-135 Looking Glass erano dotati di Airborne Launch Control System, capace di trasmettere comandi di lancio alle basi di lancio ICBM USA nel caso che i centri terrestri di comando-lancio fossero stati resi inservibili.
L'operazione Looking Glass fu concepita anche per favorire la continuità di governo nel caso di attacco nucleare al Nordamerica. Sebbene si tratti di tipi diversi di aeromobile, il soprannome Doomsday Plane ("aereo della fine del mondo") è sovente associato anche all'aereo Boeing E-4 "Nightwatch" e alla sua missione Advanced Airborne Command Post.
La Looking Glass era anche il perno di ciò che era noto come rete World Wide Airborne Command Post (WWABNCP). Questa rete di velivoli EC-135 appositamente equipaggiati si sarebbe attivata in conseguenza di stato d'allerta lanciato da terra per istituire connessioni di rete aria-aria senza fili nel caso di emergenza nazionale USA. Facevano parte della rete WWABNCP:
1. Operazione Silk Purse per il Comandante in capo, U.S. European Command (USCINCEUR), con base a RAF Mildenhall nel Regno Unito (callsign Seabell);
2. Operazione "Scope Light" per il Comandante in capo, U.S. Atlantic Command (CINCLANT), con base a Langley AFB, VA;
3. Operazione "Blue Eagle" per il Comandante in capo, U.S. Pacific Command (USCINCPAC), con base a Hickam AFB, HI;
4. Operazione "Nightwatch" che assisteva il Presidente degli Stati Uniti ed aveva base ad Andrews AFB, MD.

Nei primi anni 1970 gli aerei E-4A sostituirono gli EC-135J in questa missione.
Anche i posti di comando Eastern Auxiliary (EAST Aux) e Western Auxiliary (West Aux) Command Posts partecipavano alla rete WWABNCP ed erano in grado di assumere il ruolo chiave di Looking Glass. Il West Aux 906th Air Refueling Squadron aveva base a Minot AFB, North Dakota, e si trasferì al 4th Airborne Command and Control Squadron presso Ellsworth AFB, South Dakota, nell'aprile 1970, mentre il 301st Air Refueling Squadron della missione East Aux aveva base a Lockbourne AFB, Ohio, e si trasferì al 3rd Airborne Command & Control Squadron presso Grissom AFB, Indiana, nell'aprile 1970. Dopo il 1975 il ruolo East Aux fu assunto dall'aereo di riserva Looking Glass in prontezza operativa lanciato da Offutt AFB. Nel giugno 1992 lo U.S. Strategic Command subentrò allo Strategic Air Command nella missione Looking Glass, poiché il SAC veniva disciolto e lo Strategic Command assumeva la missione della deterrenza nucleare.

## Condizione attuale
Il 1 ottobre 1988 la flotta United States Navy di E-6B sostituì gli EC-135C nel compimento della missione Looking Glass, nei 37 anni precedenti svolta dalla U.S. Air Force. A differenza degli aerei della Looking Glass originale, che erano una versione speciale del KC-135 militare, gli E-6B sono dei Boeing 707 modificati (perciò derivano da aeroplani civili). L'E-6B garantisce alla National Command Authority la stessa funzionalità della flotta EC-135 nel controllare le risorse nazionali in termini di ICBM, bombardieri a capacità nucleare e SLBM. Assumendo questa missione, oggi uno stato maggiore USSTRATCOM vola con un equipaggio TACAMO.
Se lo USSTRATCOM Global Operations Center (GOC) non è in grado di svolgere il proprio ruolo, l'E-6B Looking Glass può assumere il comando di tutte le forze USA a capacità nucleare. A bordo di ogni ABNCP vola un equipaggio di 22 membri, tra cui il personale preposto alla manovra del velivolo, un Communications Systems Officer (ufficiale dei sistemi di comunicazione) e relativa squadra, un Airborne Emergency Action Officer (ufficiale per l'azione aerea di emergenza, col grado di ammiraglio o generale), un Mission Commander (comandante di missione), uno Strike Advisor (consulente d'attacco), un Airborne Launch Control System/Intelligence Officer (ufficiale addetto al controllo aereo di lancio/addetto intelligence), un Meteorological Effects Officer (ufficiale preposto agli effetti meteorologici), un Logistics Officer (ufficiale alla logistica), un Force Status Controller (controllore dello stato delle forze armate), e un Emergency Actions NCO (sottufficiale addetto alle azioni di emergenza). Oltre ad essere in grado di comandare il lancio di missili balistici intercontinentali mediante Airborne Launch Control System, l'E-6B può trasmettere segnali Emergency Action Message (EAM) a sottomarini nucleari che navigano in profondità esponendo un'antenna "a strascico" lunga circa 4 km (TWA, trailing wire antenna) adatta alla funzione Survivable Low Frequency Communications System (SLFCS), peraltro già disponibile anche sull'EC-135C.
Erano circolate voci sul fatto che l'"aereo misterioso", avvistato volteggiare sopra la Casa Bianca l'11 settembre 2001, fosse qualche più aggiornata incarnazione di Looking Glass. Però il maggior generale in congedo Donald Shepperd, parlando all CNN il 12 settembre 2007, dichiarò che detto veicolo assomigliava ad un E-4B che probabilmente era decollato dalla stazione di prontezza operativa Nightwatch di Andrews Air Force Base.